# Запроси мене у сни
«Запроси мене у сни» — українська естрадна пісня, написана 1973 року; композитор — Володимир Івасюк, автор слів — Богдан Стельмах; стала відома у виконанні Софії Ротару та Назарія Яремчука.

## Історія
1973 року Богдан Стельмах працював у Дрогобицькому обласному театрі, і коли в театрі ставили виставу «Мезозойська історія» за п'єсою Максуда Ібрагімбекова, то Стельмах попросив Івасюка написати музику для пісні. У пісні йдеться про красу та велич кохання. Володимир написав музику та відмовився від гонорару зі словами: «Ніяких угод, я зробив це для свого друга Богдана».
Пісня набула популярності після виходу вистави та у виконанні Софії Ротару увійшла в диск-гігант «Пісні Володимира Івасюка співає Софія Ротару», який записали влітку 1974 року в Республіканському будинку звукозапису та випустили 1977 року. Окрім того, 1977 року видавництво «Музична Україна» видало пісню у збірці «Володимир Івасюк. Збірник пісень».
1987 року видавництво Duma Music у США видало нотне видання «Пісні Володимира Івасюка. Випуск 1», в яке увійшла пісня «Запроси мене у сни». 2006 року Богдан Стельмах видав книжку «Запроси мене у сни свої» про Івасюка, вірші, присвячені його пам'яті, та створені спільно пісні.

## Музика
У пісні присутнє плавне ведення мелодичної лінії та при цьому поєднуються різні співацькі регістри.
Івасюк хотів, аби в музичному супроводі звучав клавесин, проте на телебаченні, де проходив звукозапис, не було інструмента. Аби досягти звучання клавесина, Івасюк прикріпив до кожної струни рояля по металевій канцелярській скріпці, що дало пісні щемкого і неповторного звучання.

## Виконавці
- Софія Ротару[12]
- Назарій Яремчук[13]

- 2002 року гурт «Плач Єремії» виконав пісню та випустив її на альбомі «Наш Івасюк», 2003 року на пісню випустили кліп[14].
- «Піккардійська терція»[15]